# Crassula aquatica
Crassula aquatica — вид трав'янистих рослин родини товстолисті (Crassulaceae), поширений у північній Євразії та Північній Америці. Етимологія: лат. aquatica — «водний».

## Опис
Рослини водні, іноді мілинні, трав'янисті, соковиті, однорічні. Стебла стеляться, пізніше можуть бути висхідними, якщо на мілині, червонуваті у віці, зазвичай гіллясті біля основи, до 14 см, (вкорінюються в базальних вузлах). Листові пластинки від оберненоланцетних до лінійних, 2–6.5 мм, верхівки гострі. Суцвіття нещільні; квіти 1 на вузол. Квітконіжки 0.5–20 мм. Квіти 4-дольні, ≈ 2 мм, завдовжки й завширшки. Чашолистки від яйцеподібних до довгастих, 0.5–1.5 мм, вершини від тупих до закруглених. Пелюстки від яйцевидих до довгастих, 1–2 мм. Листянки прямостійні, 6–17-насінні, довгасті, ≈ 2 мм; старі — розлогі й плоскі. Насіння довгасто-еліпсоїдне (0.3)0.4–0.5(0.6) × 0.1–0.3 мм, матове.

## Поширення
Європа (Австрія, Велика Британія, Чехія, Данія, Естонія, Фінляндія, Німеччина, Ісландія, Латвія, Португалія, Норвегія, Польща, Росія, Словаччина, Швеція); Північна Америка (Гренландія, Канада, США, Сен-П'єр і Мікелон, Мексика); Азія (Росія). Населяє прибережні болота і солонуваті мулисті весняні басейни, каламутні краї ставків і струмків.

## Галерея